# Afrectopius rungwecola
Afrectopius rungwecola är en stekelart som beskrevs av Heinrich 1967. Afrectopius rungwecola ingår i släktet Afrectopius och familjen brokparasitsteklar. Utöver nominatformen finns också underarten A. r. mdandoensis.